# Nicolai Larsen
Nicolai Oppen Larsen (Herlev, 9 marzo 1991) è un calciatore danese, portiere del Silkeborg.

## Carriera

### Club

#### Aalborg
Esordisce in Superligaen il 17 luglio 2011 nelle file dell'Aalborg contro il Brøndby.

## Statistiche

### Presenze e reti nei club
Statistiche aggiornate al 11 maggio 2016.
| Stagione        | Squadra         | Campionato      | Campionato | Campionato | Coppe nazionali | Coppe nazionali | Coppe nazionali | Coppe continentali | Coppe continentali | Coppe continentali | Altre coppe | Altre coppe | Altre coppe | Totale | Totale |
| Stagione        | Squadra         | Comp            | Pres       | Reti       | Comp            | Pres            | Reti            | Comp               | Pres               | Reti               | Comp        | Pres        | Reti        | Pres   | Reti   |
| --------------- | --------------- | --------------- | ---------- | ---------- | --------------- | --------------- | --------------- | ------------------ | ------------------ | ------------------ | ----------- | ----------- | ----------- | ------ | ------ |
| 2010-2011       | Aalborg         | SL              | -          | -          | -               | -               | -               | -                  | -                  | -                  | -           | -           | -           | -      | -      |
| 2011-2012       | Aalborg         | SL              | 32         | -47        | CD              | 1               | -2              | -                  | -                  | -                  | -           | -           | -           | 33     | -49    |
| 2012-2013       | Aalborg         | SL              | 33         | -46        | CD              | 2               | -1              | -                  | -                  | -                  | -           | -           | -           | 35     | -47    |
| 2013-2014       | Aalborg         | SL              | 32         | -36        | CD              | 7               | -7              | UEL                | 2                  | -3                 | -           | -           | -           | 41     | -46    |
| 2014-2015       | Aalborg         | SL              | 32         | -31        | CD              | 3               | -6              | UCL+UEL            | 4+7                | -6-11              | -           | -           | -           | 46     | -54    |
| 2015-2016       | Aalborg         | SL              | 28         | -35        | CD              | 6               | -5              | -                  | -                  | -                  | -           | -           | -           | 34     | -40    |
| Totale carriera | Totale carriera | Totale carriera | 157        | -195       |                 | 19              | -21             |                    | 13                 | -20                |             |             |             | 189    | -236   |

## Palmarès

### Club

#### Competizioni nazionali
- Coppa di Danimarca: 1

Aalborg: 2013-2014
Silkeborg: 2023-2024
- Campionato danese: 1

Aalborg: 2013-2014